# カンポ・ラメイロ

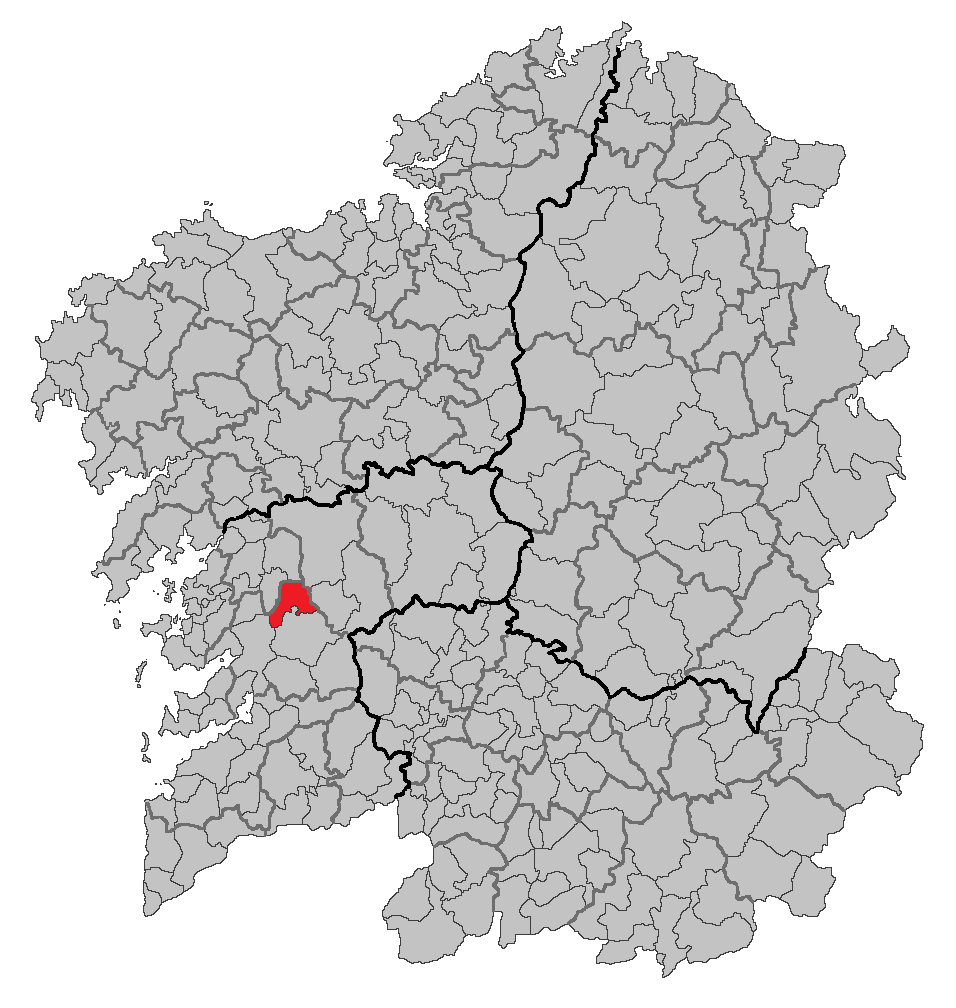

カンポ・ラメイロ（Campo Lameiro）は、スペイン、ガリシア州、ポンテベドラ県の自治体、コマルカ・デ・ポンテベドラに属する。ガリシア統計局の2009年の人口調査では、自治体人口は2,084人である。
ガリシア語話者の自治体住民に占める割合は98.98%（2001年）。

## 地理
カンポ・ラメイロはポンテベドラ県の中部に位置し、コマルカ・デ・ポンテベドラに属する。隣接する自治体は、北がクンティスとア・エストラーダ、東がセルデード、南がポンテベドラとコトバーデ、西がモラーニャである。 

### 人口
| カンポ・ラメイロの人口推移 1900－2010                   |
|                                                         |
| 出典:INE（スペイン国立統計局）1900年 - 1991年、1996年 - |

## 史跡・名所
カンポ・ラメイロはペトログリフが残されていることで知られている。この線刻画はおよそ紀元前3200年ごろのものと考えられている。また、自治体内には多くの石碑（pedras gravadas）が見つかっている。青銅器時代や鉄器時代にはカストロ文化（cultura castrexa）の重要な拠点の一つであったと考えられている。

## 政治
自治体首長はガリシア国民党（PPdeG）のフリオ・サジャンス・ブガージョ（Julio Sayáns Bugallo）、自治体評議員はガリシア国民党：9、ガリシア民族主義ブロック（BNG）：1、ガリシア社会党（PSdeG-PSOE）：1となっている（2007年自治体選挙結果）。

## 教区
カンポ・ラメイロは6の教区に分けられる。
- オ・カンポ（サン・ミゲル）
- オ・コウソ（サン・クリストーボ）
- フラガス（サンタ・マリーニャ）
- モイメンタ（サンタ・マリーア）
- モンテス（サン・イシードロ）
- モリージャス（サンティアーゴ）

## ギャラリー

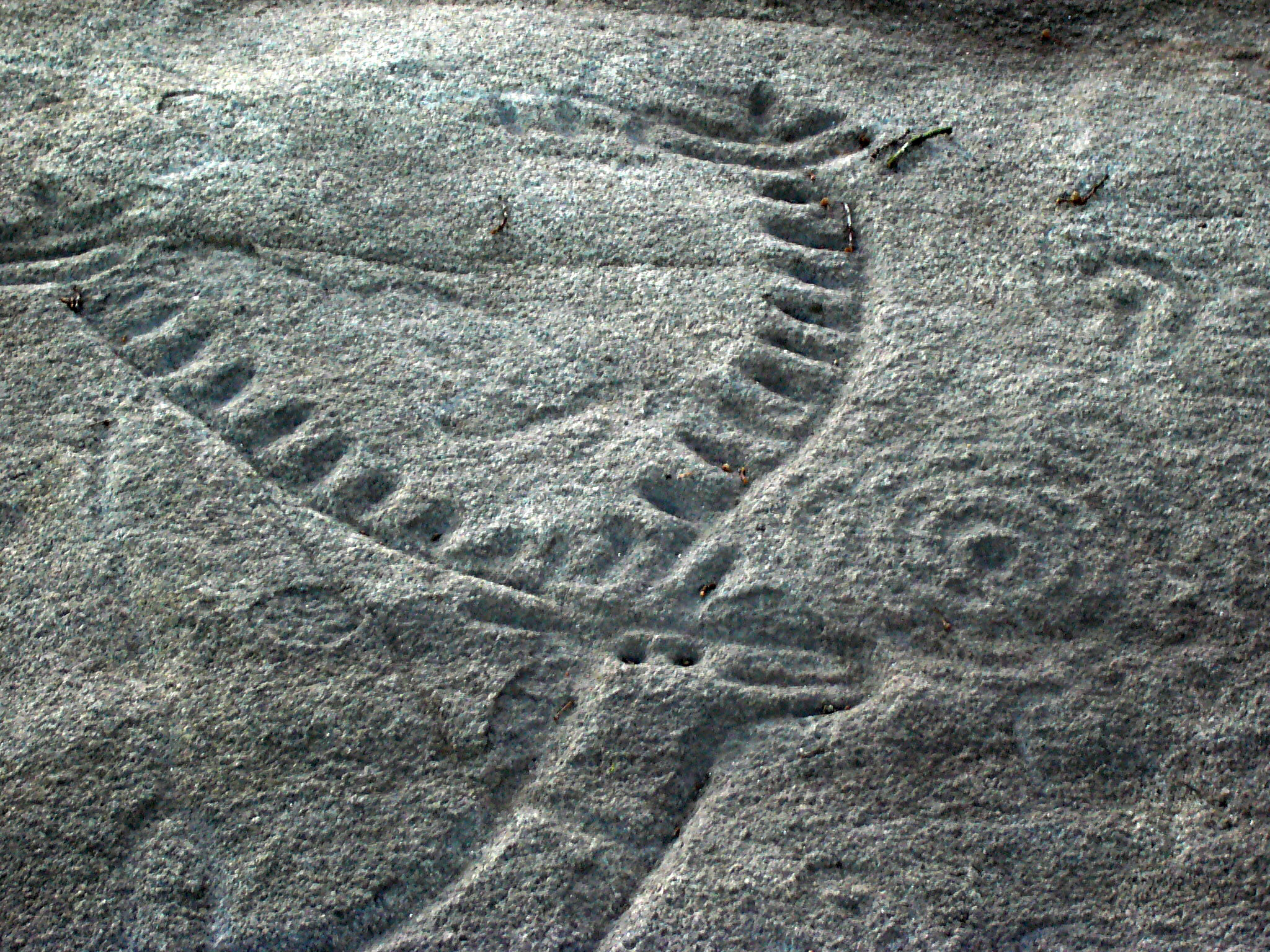
ペトログリフ